# 皮娅·莫雷柳斯
皮娅·莫雷柳斯（瑞典語：Pia Morelius，1966年3月31日—），瑞典女子冰球运动员，场上位置是后卫。她曾代表瑞典国家队参加1998年冬季奥林匹克运动会冰球比赛，获得第5名。